# Echemoides
Echemoides là một chi nhện trong họ Gnaphosidae.